# 1 (álbum de Demy)
El título correcto de este artículo es #1. La sustitución u omisión del signo # es debido a las restricciones técnicas.
#1 es el primer álbum de estudio de la cantante griega Demy, lanzado en Grecia y Chipre el 19 de diciembre de 2012 por la discográfica Panik Records. El álbum también incluye la primera canción de Demy, "Mia Zografia" donde colaboró con Midenistis y fue lanzadada el 15 de junio de 2011. El 15 de junio de 2013 el álbum fue certificado disco de platino vendiendo 6.000 copias en Grecia.

## Lista de canciones
| #1    |                                  |                         |                      |          |  |
| N.º   | Título                           | Escritor(es)            | Productor(es)        | Duración |  |
| 1.    | «I Zoi (To Pio Omorfo Tragoudi)» | Romy Papadea            | Alex Leon            | 4:07     |  |
| 2.    | «Poses Xiliades Kalokairia»      | Nikos Moraitis          | Dimitris Kontopoulos | 3:22     |  |
| 3.    | «Meno»                           | Nikos Moraitis          | Dimitris Kontopoulos | 3:10     |  |
| 4.    | «Mono Mprosta (con OGE)»         | OGE, Romy Papadea       | OGE                  | 3:23     |  |
| 5.    | «Ki An Prospatho»                | Giannis Rentoumis       | Dimitris Kontopoulos | 3:21     |  |
| 6.    | «Mia Zografia (con Midenistis)»  | Midenistis              | LemonPlay            | 3:57     |  |
| 7.    | «Ta Matia Sou»                   | Ginno                   | Diveno               | 3:29     |  |
| 8.    | «Kratise Me (con TNS)»           | OGE, TNS                | OGE                  | 3:36     |  |
| 9.    | «Fallin (con Playmen)»           | Playmen, New Tone, Stan | Playmen, Alex Leon   | 4:00     |  |
| 10.   | «Love Light»                     | Gerard James Borg       | Dimitris Kontopoulos | 3:34     |  |
| 39:47 |                                  |                         |                      |          |  |

## Sencillos
- "Mia Zografia" fue lanzada en julio de 2011. Es la primera canción Demy donde colaboró con el rapero Midenistis
- "Fallin", fue lanzada en enero de 2012. Después del éxito de "Mia Zografia" colaboró con Playmen
- "Mono Mprosta" fue lanzada en mayo de 2012. En la primera versión, T.N.S colaboró con Demy, y posteriormente OGE también fue ofrecido a colaborar con Demy, finalmente en 2012 solo fue publicada la versión con OGE.
- "Poses Xiliades Kalokairia" fue lanzada en julio de 2012. La canción también tiene una versión en inglés llamada "Love Light".
- "I Zoi (To Pio Omorfo Tragoudi)" fue lanzada en octubre de 2012.
- "Ki an Prospato" fue lanzada en febrero de 2013.
- "Meno" fue lanzada en septiembre de 2013 y es el séptimo y último single del álbum, también existe una versión en inglés de la canción llamada "Stay Here", incluida como parte de un EP digital que incluye la versión oficial de la canción y un par de remezclas.

## Historial de Lanzamientos
| País   | Fecha                   | Discografía   | Formato              |
| ------ | ----------------------- | ------------- | -------------------- |
| Grecia | 19 de diciembre de 2012 | Panik Records | CD, descarga digital |
| Chipre | 19 de diciembre de 2012 | Panik Records | CD, descarga digital |

- Datos: Q16066437